# Flórián Tibor (sakkozó)
Flórián Tibor született: Feldmann (Budapest, 1919. március 2. – 1990. január 28.) sakkozó, nemzetközi mester, magyar bajnok, csapatban Európa-bajnoki bronzérmes, szakíró, sakkfeladványszerző, mesteredző, sportvezető.

## Élete és sakkpályafutása
Apjától tanult meg sakkozni 6–7 éves korában. A középiskola után a Pázmány Péter Tudományegyetemre került latin-olasz-francia szakos filológus tanárjelöltként. Hét nyelven beszélt, olaszul, oroszul, németül, franciául, angolul, spanyolul, szerbül. 1945 után a Miniszterelnökségen volt fordító és tolmács, majd a Külügyminisztériumba került, így lett a moszkvai nagykövetségen kulturális attasé. Később külügyi tisztviselőként, majd nyelvoktatóként és fordítóként dolgozott.
Első feladványa 1930-ban jelent meg, 1932-ben érte el első versenysikerét. 1936-ban a legeredményesebb magyar sakkfeladványszerző volt: hat díjat nyert, ebből négy 1. díjat. 1945-ben lett országos bajnok, ebben az évben szerezte meg a mesteri címet, majd 1948-ban nemzetközi mesteri címmel tüntették ki. Tagja volt 1952-ben a helsinki sakkolimpián a 6. helyezett magyar csapatnak, valamint 1961-ben az oberhauseni Európa-bajnokságon a 3. helyezett magyar csapatnak. 1947 és 1961 között 53-szoros magyar válogatott. 1962 és 1984 között a Magyar Sakkszövetség főtitkáraként működött. 1963 decemberétől a Magyar Testnevelési és Sportszövetség országos tanácsának tagja lett.
A magyar sakkélet irányítása mellett a sakkfeladványszerzés fejlesztésével is foglalkozott. Megjelent feladványainak száma 200 köré tehető, ezek közül mintegy 60-at tüntettek ki. Nemzetközi versenybírói címet szerzett, és több alkalommal bíráskodott hazai és nemzetközi versenyeken, többek között ő volt a főbíró az 1969-es lublini női sakkolimpián, ahol a magyar válogatott először szerzett ezüstérmet. A Népszabadság, a Magyar Ifjúság, a Képes Sport, a Tükör és a Jövendő című lapok sakkrovatának vezetője volt, számos kitűnő sakk-könyvet írt. Munkáinak túlnyomó része két- és háromlépéses mattfeladvány, azonban reflexmattjaival is szép sikereket ért el. Több eredeti ötletet mondhat magáénak. A reciprok hasogatás témájának felfedezése az ő nevéhez fűződik.
A levelezési sakkban is aktívan részt vett, ahol a sakkolimpiai válogatottnak két évtizeden át éltáblása volt. 1961-ben mesteredző címet kapott.

## Főbb művei
- Nimzoindiai védelem (I-II, Gelenczei Emillel, Bp., 1958, 1959)
- Védekezés és ellentámadás (Bp., 1965)
- Csak az győzhet, aki támad (Bp., 1968)
- Legjobb magyar támadó játszmák (Bp., 1970)
- A sakkvilág trónusáért (I-II, Flesch Jánossal, Varnusz Egonnal, Bp., 1974, 1977) ISBN 963-253-235-x (1. kötet) ISBN 963-253-236-8 (2. kötet)

## Díjai, elismerései
- A Magyar Népköztársaság Érdemes Sportolója (1954)[6]
- Mesteredző (1961)
- Szocialista Munkáért Érdemérem (1961) a lipcsei sakkolimpián elért eredményért a csapat kapitányának[7]
- A Testnevelés és Sport Kiváló Dolgozója (1962)[8]
- Magyar Népköztársaság Sportérdemérem ezüst fokozata (1972) a szkopjei sakkolimpián szerzett ezüstéremért, mint a Magyar Sakkszövetség főtitkára[9]
- Munka Érdemrend arany fokozata (1984) nyugállományba vonulása alkalmából[5]